# Meriania paniculata
Meriania paniculata är en tvåhjärtbladig växtart som beskrevs av José Jéronimo Triana. Meriania paniculata ingår i släktet Meriania och familjen Melastomataceae. Inga underarter finns listade i Catalogue of Life.